# Українсько-американська Комісія зі стратегічного партнерства
Українсько-Американська Комісія зі стратегічного партнерства — міждержавний орган по міжнародній взаємодії, який було утворено за результатами візиту віце-президента Джо Байдена 20-22 липня 2009 року.  Вважається наступником УАМК (Українсько-американської міждержавної комісії, утвореної 19 вересня 1996 р).

## Засідання
| | Дата проведення            |
| --- | -------------------------- |
| Учасники І засідання дали оцінку результатам проведених засідань чотирьох існуючих двосторонніх міждержавних механізмів – Робочої групи з питань нерозповсюдження та експортного контролю, Ради з питань торгівлі й інвестицій, Робочої Групи з енергетичної безпеки та групи консультацій з питань оборони .                                            | 9 грудня 2009, Вашингтон   |
| ІІ засідання. Динаміка двостороннього співробітництва створила передумови для розширення існуючого формату Комісії шляхом створення додаткових робочих груп, зокрема, з питань науки та технологій, політичного діалогу та верховенства права, а також підгрупи з питань мирної ядерної енергетики у рамках Робочої групи з питань енергетичної безпеки. | 2 липня 2010, Київ.        |
| ІІІ засідання Вперше в історії двосторонніх відносин з українського боку в переговорах взяла участь представницька делегація високопосадовців, включаючи Міністра енергетики та вугільної промисловості, Міністра юстиції, заступника Глави Адміністрації Президента України.                                                                            | 15 лютого 2011, Вашингтон. |
| IV засідання. Сторони відзначили десяту річницю підписання Хартії Україна – США про стратегічне партнерство | листопад 2018, Вашингтон.  |
| V засідання. Підписана оновлена Хартія стратегічного партнерства Україна-США Документ замінив іншу версію Хартії, підписану у Вашингтоні 19 грудня 2008 року. | листопад 2021, Вашингтон.  |
| |                            |

## Див також
- Українсько-американські відносини
- Відносини Україна — НАТО